# Okcho

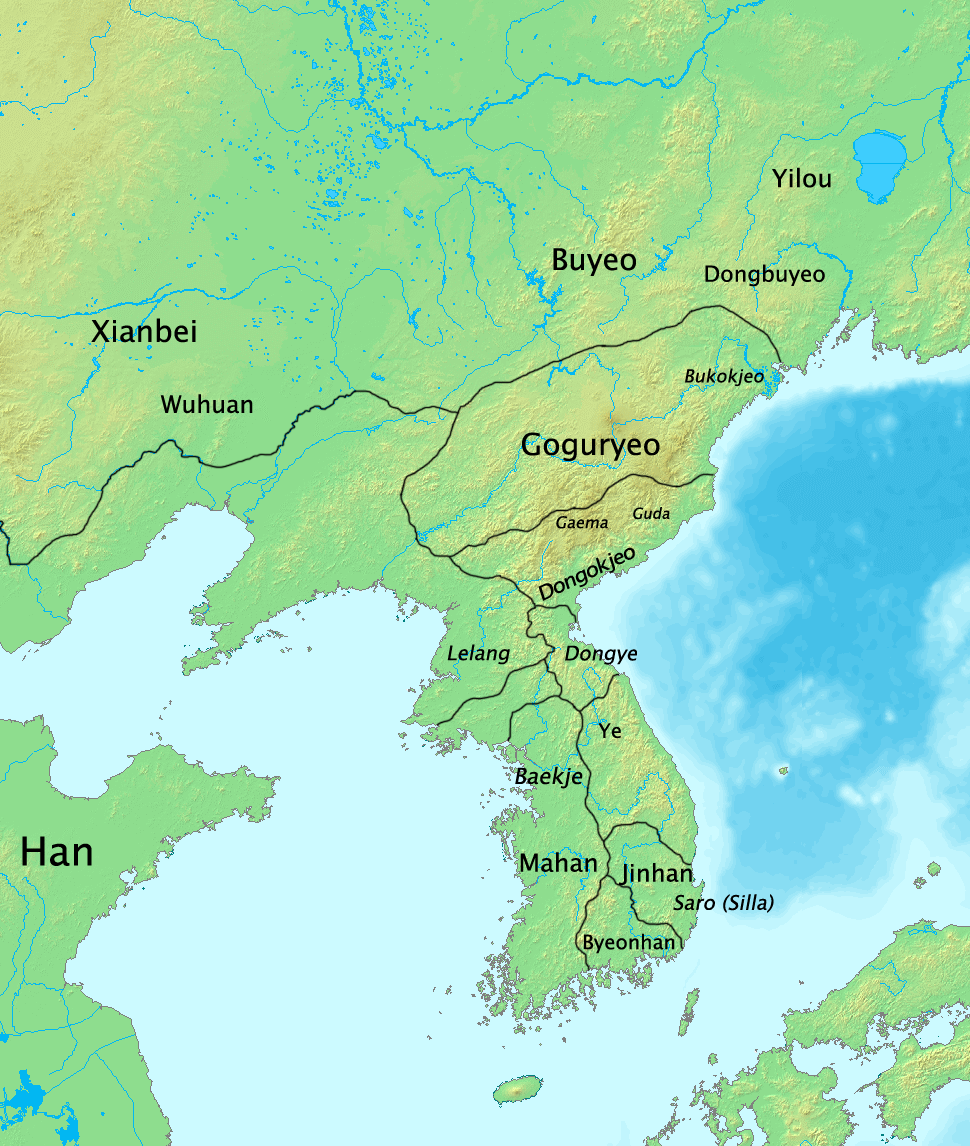
La Corée à l'époque Samhan, au début de notre ère. Les tracés ne sont qu'indicatifs de zones frontalières. Okcho apparait ici sous les dénominations : Dongokjeo et Bukokjeo.

Okcho (옥저, 沃沮, Okjeo en romanisation révisée) est un proto-État (ou chefferie) coréen qui s'est probablement constitué au IIe siècle avant notre ère, à la suite de la chute du royaume de Gojoseon (Joseon ancien). Il disparait au début du Ve siècle.

## Situation
Okcho était situé sur les côtes de la mer du Japon. Encadré par de puissants voisins : les quatre commanderies chinoises et le royaume de Koguryo (Goguryeo). Un gouvernement central fort n'a jamais pu se former. Il a finalement été absorbé par le Koguryo au début du Ve siècle.
Le territoire du Tong-Okcho (l'Okcho de l'Est) correspond à peu près à celui du Hamgyong tandis que le Buk-Okcho (l'Okcho du Nord) s'étendait autour de la basse vallée du Tumen et était aussi appelé Chiguru (치구루, 置溝婁). Au sud, Okcho avait une frontière commune avec le petit état de Tongye.

## Histoire
Jusqu'en -108, Okcho était contrôlé par le royaume du Choson ancien. Après la disparition de ce dernier, Okcho vascille entre les sphères d'influence du Koguryo et des commanderies chinoises. En -28, le roi Tongmyong de Koguryo fait attaquer l'Okcheo du Nord par Bu Wiyeom. En 56, Taejo le Grand parvient à conquérir l'Okcho de l'Est qui devient un état tributaire du Koguryo. Okcho sert de refuge au roi Tongchon en 244 lors de la guerre entre le Koguryo et le Royaume de Wei, puis accueille la cour de Puyŏ en 285 qui fuyait les attaques des nomades. Au début du Ve siècle, sous le règne de Kwanggaeto, Okcho passe complètement sous le contrôle du Koguryo. 

## Sources
Notre connaissance de la culture d'Okcho est fragmentaire. Elle est notamment connue par une description faite dans une source chinoise, le Sanguo Zhi  , « Chroniques des Trois Royaumes »,  qui décrit au milieu du IIIe siècle et selon l'expression chinoise d'alors, « les peuples barbares de l'Est ». Chaque village avait son chef héréditaire. Okcho devait payer un tribut au Koguryo sous forme de tissus, de poissons et de sel qu'il transportaient à dos d'homme car ils avaient peu de bœufs et de chevaux. Des filles y étaient envoyées comme servantes et étaient traitées comme des esclaves. 
Tout comme au Tongye (Dongye), la langue, la nourriture, les habits, l'architecture et les traditions sont semblables à ceux de Koguryo. Le peuple d'Okcho pratiquait des mariages arrangés où la fiancée habitait dès son enfance dans la famille de son fiancé. Les morts d'une famille étaient tous enterrés dans le même cercueil.
Ils ont conservé certaines traditions venues de Sibérie, se battaient essentiellement à pied et étaient des archers redoutés.